# Rancasari (Pamanukan)
Rancasari is een bestuurslaag in het regentschap Subang van de provincie West-Java, Indonesië. Rancasari telt 6539 inwoners (volkstelling 2010).